# Macrotrema caligans
Macrotrema caligans é uma espécie de peixe pertencente ao género monotípico Macrotrema. A espécie tem distribuição natural nas zonas pantanosas da Malásia e Tailândia.